# 比爾·普隆齊尼
比爾·普隆齊尼（Bill Pronzini，1943年4月13日—）是美國著名小說作家，主攻推理小說、犯罪小說及神秘小說。比爾生於加利福尼亞州佩塔盧馬，結過三次婚，現任妻子梅西·米勒同是著名推理小說作家。比爾60年代開始全職寫作，1971年推出處女作即獲愛倫坡獎的最佳處女小說獎提名，1989年又獲安東尼獎的提名。比爾對推動推理小說不遺餘力，自美國私探作家協會成立起，即擔任第一任會長。